# Leptohymenium cristatum
Leptohymenium cristatum là một loài Rêu trong họ Hylocomiaceae. Loài này được Hampe mô tả khoa học đầu tiên năm 1860.